# Caduceo

Caduceo

El caduceo (del latín caduceum, derivado del griego κηρύκειοv [kērýkeion]), es un símbolo del comercio, utilizado también en las instituciones dedicadas a las ciencias económicas. Originalmente hacía referencia a una vara de olivo adornada con guirnaldas, pero en su forma clásica es una vara rodeada por dos serpientes enroscadas y ascendentes, usualmente coronada con un par de alas.
A veces se confunde el caduceo con la vara de Esculapio, utilizada como símbolo de la medicina. El caduceo tiene cierta similitud con la copa de Higía, uno de los símbolos más conocidos de la profesión farmacéutica.

## Mitología griega

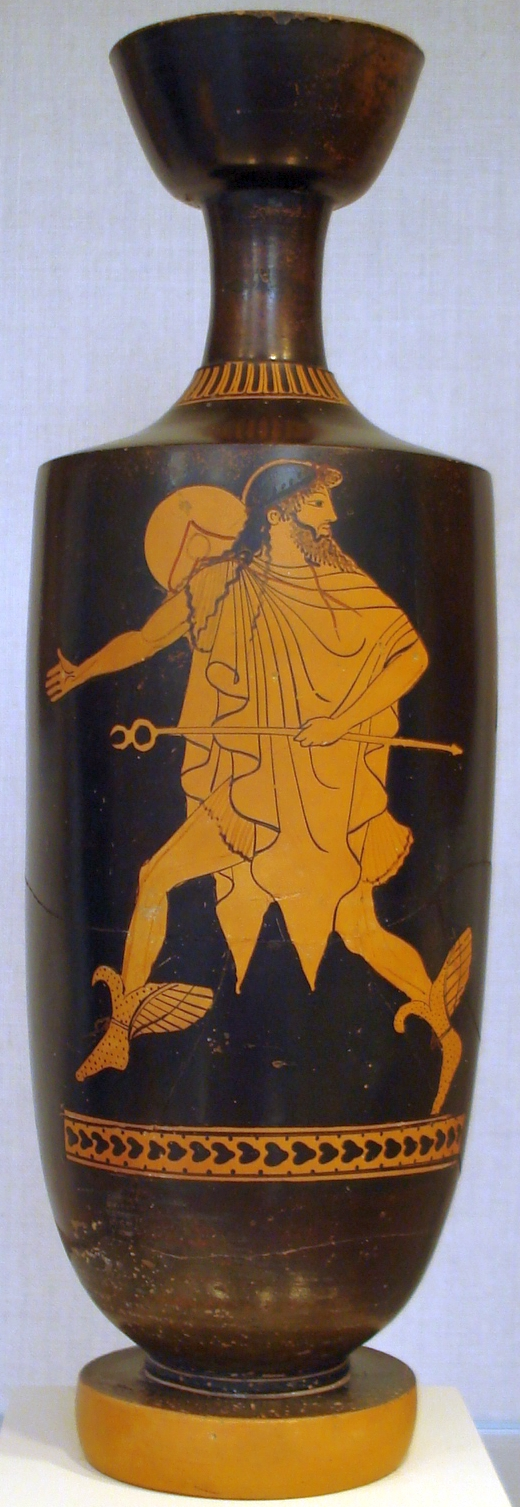
Hermes vestido con una clámide y un pétaso, y portando un caduceo.

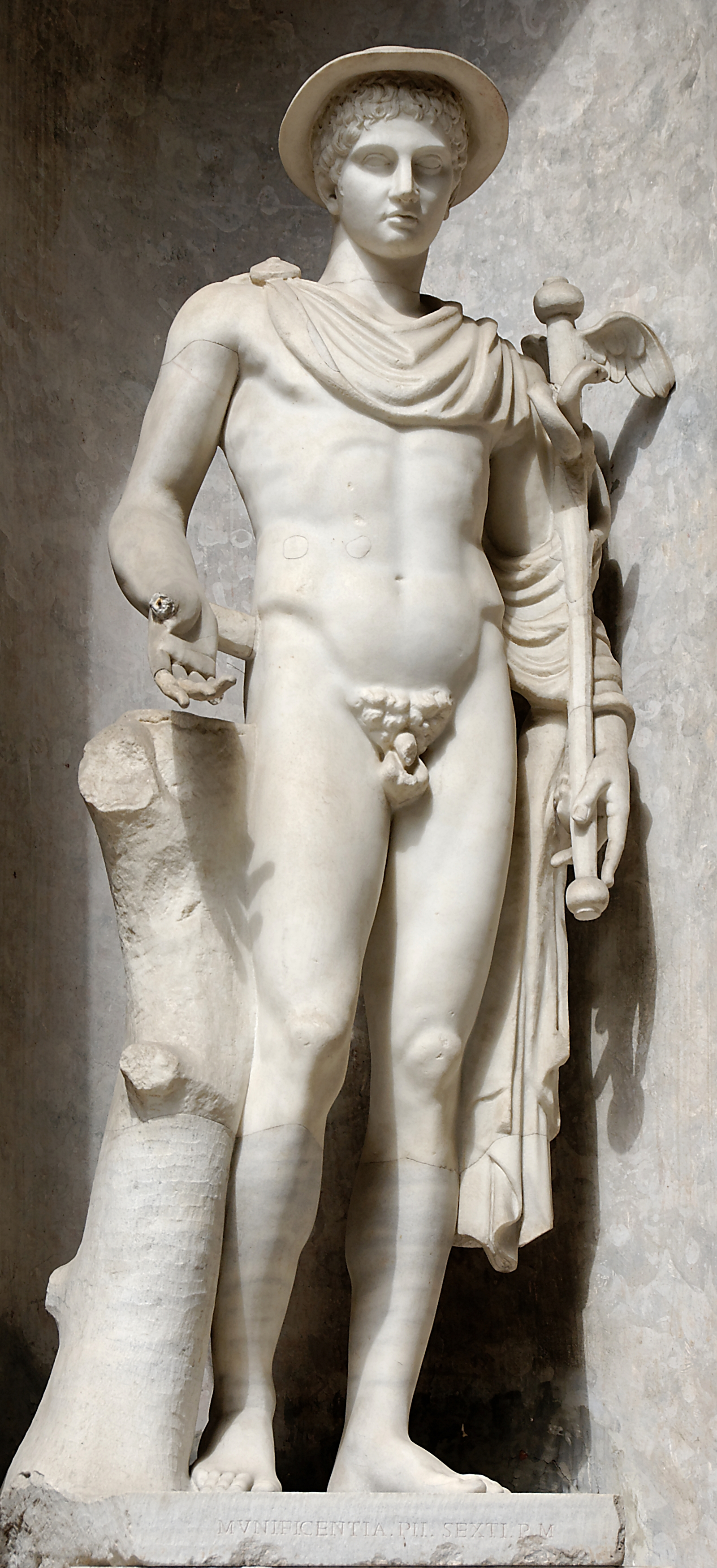
Hermes Ingenui, copia romana de un original griego del, museo Pío-Clementino, Ciudad del Vaticano.

El Parnaso, de Andrea Mantegna. Hermes (Mercurio), en la parte derecha de la pintura, empuña el caduceo adornado con alas y dos serpientes.

En la mitología griega, el caduceo fue regalado por Apolo a Hermes, quien le regaló a su vez la flauta de Pan, también llamada siringa. Parece que deben distinguirse dos báculos, que luego fueron unidos en uno: primero, la vara de heraldo ordinaria y segundo, la vara mágica, como las que otras divinidades también poseían. Los lazos blancos con los que la vara de heraldo estaba originalmente adornada habrían sido cambiados por artistas posteriores por las dos serpientes, aunque los propios antiguos las justificaban bien como vestigio de alguna característica del dios, bien considerándolas representaciones simbólicas de la prudencia, la vida y la salud. En épocas posteriores, el caduceo fue adornado asimismo con un par de alas, expresando la rapidez con la que el mensajero de los dioses se movía de un lugar a otro.

## Iconografía
El caduceo no se ha representado siempre del mismo modo sino que ha tenido diversas variaciones. En algunas pinturas de cerámica del periodo clásico aparece como un bastón muy alargado y posteriormente se representó como una vara más corta y se adornó con alas y con dos serpientes enroscadas. Estas serpientes se relacionan con un mito en el que Hermes vio luchar a dos serpientes y las separó pacíficamente con el caduceo. Por ello se convirtieron en un símbolo de la imparcialidad de los heraldos.

## Simbología
El caduceo suele ser presentado como símbolo del comercio. De hecho, es utilizado como emblema en diversas instituciones dedicadas al estudio y enseñanza de las ciencias económicas, por ejemplo la Facultad de Ciencias Económicas de la Universidad de El Salvador, los Institutos Superiores de Comercio de Chile. 
Es utilizado también en los logotipos de la Liga de Defensa Comercial (Lideco) del Colegio de Contadores, Economistas y Administradores de Uruguay, de la Escuela Superior de Comercio Carlos Pellegrini de Buenos Aires, de la Federación Nacional de Comerciantes FENALCO en Colombia, de la Escuela Superior de Comercio y Administración (ESCA) del IPN y la Facultad de Contaduría y Ciencias Administrativas de la Universidad Michoacana de San Nicolás de Hidalgo en México; y la Cámara de Comercio de Guayaquil en Ecuador.
Un caduceo cruzado con una pluma es además el símbolo de los comisarios navales, oficiales encargados de la administración de los barcos.
En el Ejército Argentino es el emblema de la Especialidad de Intendencia, de la misma manera que en la Fuerza Aérea de dicho país, donde el caduceo simboliza la especialidad de oficiales y suboficiales contables.
En algunos países el caduceo es usado como símbolo de la medicina, error que deriva de la similitud con la vara de Esculapio, el símbolo que representa a la medicina, el cual solo consta de una vara y una serpiente enrollada en ella.
En España el Ministerio de Defensa lo asignó a la Profesión Enfermera, mientras que a la Profesión Médica le correspondía la Vara de Esculapio, a la de Farmacia la Copa de Higea, a Veterinaria una Cruz (que debería ser azul) sobre espiga laureada y a la Profesión Psicóloga la letra Psi del alfabeto griego. 